# 事务跟踪管理系统
事务跟踪管理系统（Issue tracking system，縮寫ITS），又稱為故障通知系统、服务记录，请求管理或事件记录系统，是一个计算机软件包，它根据一个组织的需要来管理和维护事务列表。事务跟踪管理系统通常用在一个组织的客户服务呼叫中心，用来创建、更新和解决客户报告的事务，还包括组织里其他员工报告的事务。一条服务记录应包括所涉及的账户和遇到的事务。事务跟踪系管理统通常还包含一个知识库，这个知识库包含每个客户的信息、共同事务的解决方案和其它类似的数据。事务跟踪管理系统和“软件缺陷追踪系统”类似，通常软件公司会将两者同时出售。一些缺陷追踪系统可以用来进行事务跟踪，反之亦然。坚持使用事务追踪管理系统或缺陷追踪系统被认为是“一个好的软件团队的标志”。
事务跟踪管理系统中的票元素是一个特定事务的实时报告，包括它的状态和其它相关信息。它们通常在服务台或呼叫中心被创建，并且通常有一个编号，也被称作案例、事务或通话记录号码，用来帮助用户或员工快速定位、增加或传递用户的事务状态或请求状态。

## 事务
一个事务可能有几个方面，系统中的每个事务可能有一个分配的紧急值，这个值是按照这个事务整体上看的重要性分配的。紧急性较低或为零的事务是比较小的，应该在时间允许的情况下解决。其它具体事务包括客户体验事务（无论是外部还是内部）、提交日期、已完成事务的详细描述、未尝试的解决方案或对策，以及其它相关信息。如前所述，事务对于每次更改都会有历史记录。
这些记录的起源是当服务开启后，在一个安装了工作计划系统的传统的墙中的明信片（cards）。操作者或员工收到来自用户的访问或查询后，将填写一个带有用户的请求细节和一个简短的总结的明信片，并将其变成一个在合适的工程师等待序列的位置（通常是在最后），所以能够确定将处理查询的职员和请求的优先级。

## 工作流
给出了一个示例场景来演示一个常见的事务跟踪管理系统如何工作：
1. 客户服务技术人员收到一个关于客户事务的电话、电子邮件或其它通讯方式。一些应用程序提供内置消息传递系统和来自异常处理模块的自动错误报告。
2. 技术员确认事务的真实性。技术员也将确保从客户获得关于事务的足够的信息。这些信息一般包括客户的环境，以及事务何时发生和如何发生，还有其它所有相关情况。
3. 技术人员在系统中创建事务，输入由客户提供的所有相关数据。
4. 当这个事务上的工作结束后，系统由技术员用新数据进行更新。任何修复事务的尝试应该被记录在事务系统中。记录状态很可能将从打开状态改变到等待状态。
5. 在事务跟踪管理系统中，事务如果已经被完全解决，它会被标记为已解决。

如果事务没有被完全解决，一旦技术人员从客户接收新的信息，记录将重新被打开。运行资料自动化程序是实现以上工作流的最佳实践，提高IT人员的有效性已经变得非常普遍。